# Tyreek Duren
Tyreek Duren (Filadelfia, Pensilvania, 15 de octubre de 1991) es un baloncestista estadounidense que pertenece a la plantilla de C.A. Aguada de la Liga Uruguaya de Básquetbol. Con 1,83 metros de estatura, juega en la posición de base. 

## Trayectoria deportiva

### Universidad
Jugó cuatro temporadas con los Explorers de la Universidad de La Salle, en las que promedió 13,1 puntos, 3,1 rebotes, 3,8 asistencias y 1,7 robos de balón por partido. En sus dos últimas temporadas fue incluido en el segundo mejor quinteto de la Atlantic 10 Conference.

### Profesional
Tras no ser elegido en el Draft de la NBA de 2014, firmó su primer contrato profesional el 23 de agosto de ese año con el AEK Larnaca B.C. de la liga chipriota, donde ayudó a ganar el campeonato nacional promediando 14,9 puntos, 3,3 rebotes y 3,1 asistencias por partido.
En septiembre de 2015 fichó por el Trefl Sopot de la PLK polaca, donde disputó 22 partidos en los que promedió 14,4 puntos y 3,6 rebotes, regresando en marzo de 2016 al AEK Larnaca B.C. donde acabó la temporada promediando 15,8 puntos y 4,8 rebotes por encuentro.
En noviembre de 2016 firmó por el S.O.M. Boulogne de la Pro B francesa, donde proimedió 11,5 puntos y 5,2 asistencias por partido. En abril de 2017 fue despedido.
En septiembre de 2017, regresó por tercera vez al AEK Larnaca chipriota, donde promedió 12,2 puntos y 3,2 asistencias por partido. La temporada siguiente firmó con el Kolossos Rodou B.C. griego, pero tras cinco partidos en los que promedió 9,8 puntos y 3,4 asistencias, fue despedido en el mes de noviembre.